# Zitronensalmler
Der Zitronensalmler (Hyphessobrycon pulchripinnis), auch Schönflossensalmler (lateinisch pulcher „schön, hübsch“, pinna „Flosse“) genannt, ist ein Süßwasserzierfisch der Gattung Hyphessobrycon. Er wird 5 cm lang und kann 4 Jahre alt werden. Durchschnittlich wiegt ein Exemplar 1,2 bis 1,4 g.

## Merkmale
Der Zitronensalmler ist hell gefärbt und erhielt wegen der zitronenfarbigen Flecken seinen Namen. Der Körper ist hoch, seitlich abgeflacht und leicht durchsichtig.

### Flossenformel
- Dorsale 10
- Anale 25–26[1]

## Ökologie

### Vorkommen
Der Zitronensalmler lebt in Flüssen und Bächen, die Schwarzwasser aufweisen, des tropischen Südamerikas. In Brasilien, dort im Rio Tocantins. Die Gewässer, in denen der Zitronensalmler vorkommt, weisen folgende Wasserwerte auf:
- einen pH-Wert von 5,5 bis 7,5
- einen GH-Wert von 2 °d bis 20 °d
- einen KH-Wert von 2° bis 10°
- und eine Temperatur von 23 °C bis 28 °C.

### Fortpflanzung
In der freien Wildbahn vollziehen die Tiere nach der Regenzeit ihr arttypisches Paarungsverhalten. Nach der Regenzeit befinden sich sehr viele Schwebstoffe und somit Beutetierchen im Wasser.

### Ernährung
Der Zitronensalmler ist allesfressend (omnivor) und ernährt sich von Algen, Pflanzenteilen, Würmern und Krebschen.

## Aquaristik

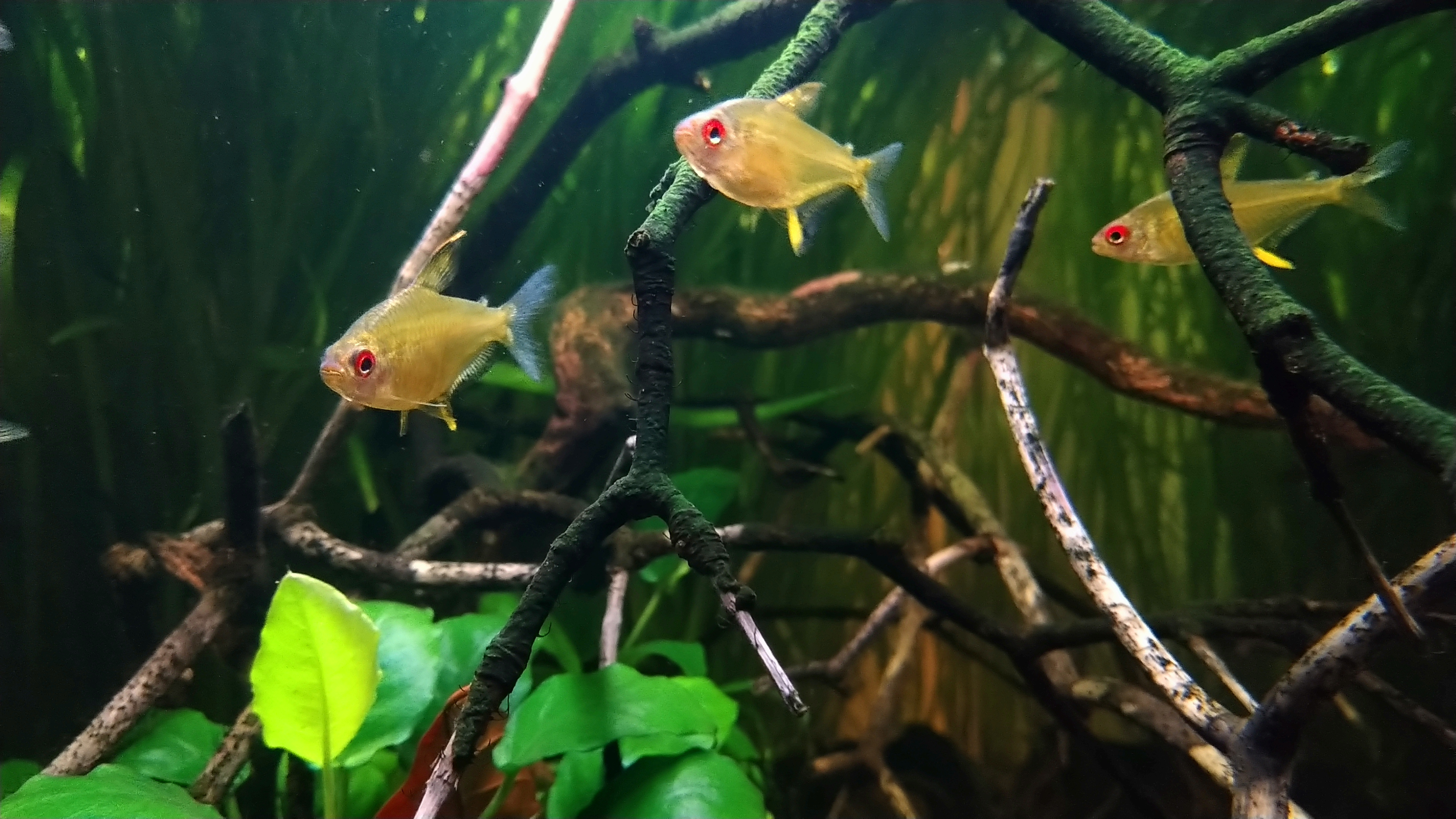

Die Tiere sind Schwarmfische und sollten bei Aquarienhaltung in Gruppen von mindestens zehn Tieren gepflegt werden, die Haltung ist recht einfach. Der Zitronensalmler ist sehr friedlich. Wichtig ist, ihn nicht mit zu großen oder gar Raubfischen zu vergesellschaften, mit Garnelen kann er problemlos vergesellschaftet werden. Er kann in Becken ab 54 l gehalten werden. Das Wasser sollte dem Schwarzwasser ähnlich sein, damit sich die Tiere richtig entfalten und so ihre Farbenpracht zeigen können. Wie viele Salmler schützen sich die Tiere, indem sie sich bei drohender Gefahr zu einem engen Schwarm zusammenfinden.

### Zucht
Es handelt sich um eine schwer zu züchtende Art. Die Laichbereitschaft wird durch die Simulation einer Regenzeit (starke, abrupte Teilwasserwechsel) eingeleitet. Ein Weibchen legt nacheinander etwa 300 Eier, die an zur Verfügung gestelltem Laichsubstrat abgelaicht und von den Männchen befruchtet werden. Die Weibchen zeichnen sich  gegenüber den schlankeren Männchen durch ihre Fülligkeit aus. Die Eier sollten von den Alttieren nach kurzer Zeit getrennt werden. Die Larven sind sehr klein und nahezu durchsichtig. Wenn der Dottersack aufgebraucht ist, können die Larven mit Artemia-Nauplien gefüttert werden. Später kann feinstes Flockenfutter gegeben werden.

### Futter
Im Aquarium eignet sich zudem folgendes Futter: Lebendfutter (Artemia, Mückenlarven, Grindalwürmer), Frostfutter (Cyclops) und Trockenfutter (Futterflocken, Granulat).